# Natela Iankoschwili
Natela Iankoschwili (georgisch ნათელა იანქოშვილი, auch: Natela Iankoshvili; * 28. August 1918 in Gurdschaani, Georgien; † 2008) war eine  georgische Malerin.

## Leben
Natela Iankoschwili studierte von 1937 bis 1943 an der Kunstakademie in Tiflis und stellte in zahlreichen Einzel- und Gruppenausstellungen überwiegend in Georgien und der Sowjetunion aus. Ihre Hauptthemen waren Porträts und Landschaften, wobei sie eine ganz eigene Formensprache entwickelte. 1960 wurde ihr in der georgischen staatlichen Gemäldegalerie in Tiflis als erster Georgierin eine umfangreiche Einzelausstellung ausgerichtet.
Sie war verheiratet mit dem georgischen Schriftsteller Lado Awaliani und hat keine Kinder.
In Tiflis wurde 2000 das Natela Iankoshvili House Museum gegründet. Im Künstlermuseum befinden sich Gemälde, Grafiken und Objekte aus ihrem Leben.
Zu ihren Werken gehört eine Serie von Illustrationen zu dem georgischen Nationalepos Der Recke im Tigerfell.
In Deutschland schmücken ihre Bilder folgende Buchcover:
Schota Rustaweli "Der Ritter im Tigerfell", Übersetzung von M. Prittwitz, mit einem Vorwort in deutscher Sprache, Shaker-Verlag, Aachen 2011, ISBN 978-3-8440-0300-0, 358 S.
Micheil Dshawachischwili "Winzlings Hochzeit", Übers. von Steffi Chotiwari-Jünger und Artschil Chotiwari, Anthea-Verlag, Berlin 2017, ISBN 978-3-943583-96-0, 234 S. 
und z. T. "Georgische Autorinnen aus 11 Jahrhunderten", Übers. von Steffi Chotiwari-Jünger, Shaker-Verlag, Aachen 2014, ISBN 978-3-8440-3206-2, 192 S.

## Auszeichnungen und Preise
- 1995: Trägerin des Schota-Rustaweli-Staatspreises
- 1996: Ehrenmedaille des Staates Georgien
- 2002: Ernennung zur Ehrenbürgerin der Stadt Tiflis
- 2003: Auszeichnung mit dem Rang der „Best Women of 2003“ des American Biographical Institute „Who is Who“